# 何塞·马里亚·伊格莱西亚斯
何塞·马里亚·伊格萊西亞斯·因薩烏拉加（西班牙語：José María Iglesias Inzáurraga；1823年1月5日—1891年12月17日）是墨西哥政治人物，1873年起擔任墨西哥最高法院主席。1876年國會宣布時任總統塞巴斯蒂安·雷爾多·德·特哈達贏得該年選舉，但伊格萊西亞斯表示選舉無效；根據當時憲法他作為最高法院主席成為法律上的總統。無法有效控制政局的伊格萊西亞斯僅一個月就被迫離開首都，1876年11月波菲里奧·迪亞斯上台展開獨裁統治。

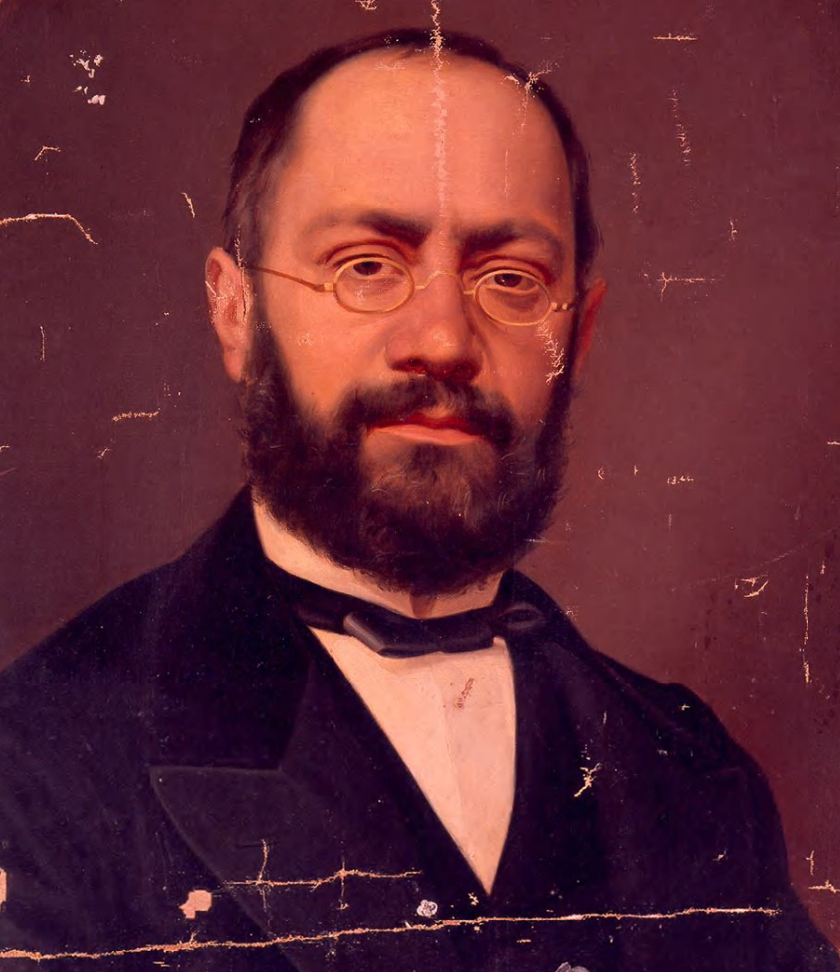
何塞·马里亚·伊格萊西亞斯